# Museo di anatomia veterinaria
Il Museo di Anatomia Veterinaria è un museo di Napoli situato presso la Facoltà di Medicina Veterinaria dell'Università "Federico II".
La Facoltà universitaria nacque per volontà di re Ferdinando IV nel 1795 come scuola di veterinaria presso il cosiddetto Serraglio delle Fiere al Ponte della Maddalena, in un edificio progettato da Ignazio Dominelli e, nel 1815 fu trasferita al convento di Santa Maria degli Angeli alle Croci sino a quando non divenne Facoltà vera e propria nel 1935.
Nel museo, che fu predisposto soltanto nel 1861 e ordinato nelle sue collezioni svariati anni più tardi, trovava posto una raccolta di preparati anatomici in cera, poi sostituita da collezioni in legno in concomitanza con la fondazione dell'Istituto di Anatomia (1907).
Dagli anni '60, le raccolte di teche contenenti visceri, scheletri, animali imbalsamati e reperti patologici hanno trovato una collocazione più consona (su ripiani di alluminio anodizzato); tra esse spicca la Collezione Diamare che comprende interessanti preparati (sia a secco che in formalina) di animali appartenenti all'area geografica mediterranea e un singolare preparato del 1835 di una testa di cavallo.